# Suran
Der Suran ist ein Fluss in Frankreich, der in den Regionen Bourgogne-Franche-Comté und Auvergne-Rhône-Alpes verläuft. Er entspringt im Gemeindegebiet von Loisia, entwässert generell in südlicher Richtung und mündet nach rund 74 Kilometern im Gemeindegebiet von Varambon als rechter Nebenfluss in den Ain. Auf seinem Weg durchquert er die Départements Jura und Ain.

## Orte am Fluss
- Loisia
- Gigny
- Saint-Julien
- Germagnat
- Chavannes-sur-Suran
- Simandre-sur-Suran
- Villereversure
- Neuville-sur-Ain
- Pont-d’Ain
- Varambon